# Èsquines de Milet
Èsquines de Milet (en llatí Aeschines, en grec Αἰσχίνης) va ser un orador contemporani de Ciceró que va viure al segle ii aC.
Ciceró comenta es va distingir per la seva eloqüència d'estil asiàtic. Diògenes Laerci diu que va escriure sobre política. Va morir a l'exili per haver estat partidari de Gneu Pompeu.